# Martín Bonjour
Fernando Martín Bonjour (Carhué, 9 aprile 1985) è un ex calciatore argentino, di ruolo difensore.

## Carriera
Ha giocato nella massima serie dei campionati argentino, uruguaiano, nordamericano (statunitense), ecuadoriano, colombiano ed honduregno.